# Тондрел
Тондрел (англ. Thongdrel) — большой гобелен, который открывают во время религиозного фестиваля Цечу. Он эквивалентен тибетскому танка. На нём обычно изображают сидящего Гуру Ринпоче в окружении святых.
Тондрелы состоят из двух слоёв шёлка: самого изображения и жёлтой драпировки, которая закрывает и защищает его. Тондрелы открывают один раз в году, этот момент является главным событием фестиваля Цечу в каждом дзонгкхаге (хотя не каждый дзонгкхаг имеет свой тондрел). На изображение не должны попадать прямые солнечные лучи, поэтому его открывают в 3:00 утра и закрывают в 7:30 утра.
Как говорят, человек, рассматривающий тондрел, очищается от грехов.